# 谷口賢志
谷口 賢志（たにぐち まさし、1977年11月5日 - ）は、日本の俳優、モデル。東京都出身。株式会社ソサエティオブスタイル（SOS Entertainments）所属。

## 略歴
高校生時代に雑誌『東京ストリートニュース!』で読者モデルを務めていた。高校卒業後は一般企業に就職するが、他にやりたいことがあるのではないかと考え退職し、19歳で雑誌モデルとしてデビューした。最初に所属した事務所ではあまり仕事を得られなかったため、アルバイト先の同僚の勧めにより、SOSモデルエージェンシーへ移籍した。
1999年、CM出演などを経て、スーパー戦隊シリーズ『救急戦隊ゴーゴーファイブ』の巽ナガレ / ゴーブルー役で俳優デビューを果たした。
2004年に、映画作家、俳優、音楽制作を志す仲間でimpiant pictures（インプラントピクチャーズ）を立ち上げ、映画制作を開始。
2011年から2016年まで、エンターテイメント・ユニット「ハイブリッド・アミューズメント・ショウ bpm」に所属していた。2012年7月に、『ゴーゴーファイブ』で共演した原田篤とユニット【G】を結成。
2016年4月よりAmazonプライムの配信番組『仮面ライダーアマゾンズ』で、鷹山仁 / 仮面ライダーアマゾンアルファ役を演じる。変身ヒーローを演じるのは『ゴーゴーファイブ』以来17年振りとなった。2018年9月には、谷口自身の協力によりフィギュア「RAH GENESIS 鷹山仁」が発売。2020年から2021年には『仮面ライダーセイバー』の劇場版およびテレビシリーズにバハト / 仮面ライダーファルシオン役で出演し、『アマゾンズ』に続いて2度仮面ライダー役を演じた。
俳優以外の活動としては、2016年からヨウジヤマモト『s'yte』のモデルを務めている。
2024年1月3日、平野綾との結婚を報告。同年9月11日発売の文藝春秋で妻・平野の家庭内のDV疑惑が写真つきで報じられると、同日中に平野がこの報道についてSNSで言及し、弁護士を通して協議離婚の話し合いが行われている最中であること、谷口自身の所属事務所より谷口側が行政からのDV等支援措置により住所秘匿状態となっていることが明かされた。谷口・平野両名も、このような報道は不本意で一方的であり、様々な情報が錯綜されることやプライバシーを害することなく、夫婦間の問題は見守っていてほしい、とのことを述べている。
2025年8月5日、自身のXで平野と離婚したことを報告。

## 人物
特技はサッカー（中学と高校では背番号10番をつけていた）、ダーツ、タバコは「セブンスター」を愛飲していたが、最近は「アメリカンスピリッツ」の「ターコイズ」に変わった。今は「IQOS」の「レギュラー」を嗜好。（2016年現在）好きなブランドは「ヨウジヤマモト」。好きな色は「黒」。幼いころに北海道に住んでいた。人狼TLPTには「スパイク」として2013年から出演しており、2015年の「人狼TLPT」 × 「PSYCHO-PASS サイコパス」公演では出演公演12回中10回勝利、6回MVPという強さを見せた。オズという名前の猫を飼っている。

### エピソード
舞台『戦国BASARA』のため、公園で長い棒を持って殺陣の練習をしながら台詞を言っていたらカップルに警察を呼ばれたことがある。
お酒が好き。過去に泥酔して選挙ポスターとケンカしているところを母親に目撃された。
初めて殺陣を使った舞台に出演したとき、殺陣がうまくいかず演出家から場当たりでほとんどの殺陣をカットをされた。その演出家は後に谷口が出演する舞台『戦国BASARA』で演出を務める西田大輔であった。
色弱であり、特にサイリウムなどの光の色が瞬時に区別できない影響で『ぷよぷよ』が苦手である。
デビュー作である『救急戦隊ゴーゴーファイブ』では、脚本家の小林靖子から演技を酷評され、再び組んだ『仮面ライダーアマゾンズ』でも当初は不安視されていたが、『アマゾンズ』シーズン2の放送後に初めて受けたLINEで賞賛されたという。谷口は以前から俳優として成長して東映に恩返しをしたいと考えており、この件で果たすことができたと感じている。
『ゴーゴーファイブ』第1話の撮影では、カメラマンの松村文雄と対立して帰ろうとするなど、当時は「悪ガキ」であったと述懐している。しかし、スタッフに怒られたからこそ見返そうと思い必死になったといい、最終的には松村にどうすれば芝居がうまくなるか教えを請い、松村の自宅に通い詰めるなどしていたという。また、変身後のスーツアクターを務めた日下秀昭からの教えも勉強になったと述べている。
『ゴーゴーファイブ』では、演じるナガレのクールという設定が掴みきれず、主役回でも単独で活躍していないことなどを思い悩んでいたが、第46話を経てナガレは格好いいクールさなのではなく、後ろから兄弟を見守っている優しさを持っているのだと解釈し納得できたという。同話では初めて涙を流す演技があり緊張していたが、一発で涙を流すことができ、監督の渡辺勝也からも褒められ俳優としての自身につながっていったと述懐している。
2011年3月、東北地方太平洋沖地震を受けて、自身のtwitterで「「人の命は地球の未来」救急戦隊ゴーゴーファイブが僕に教えてくれたこと」「みんな、笑顔で、気合いだ!! みんなで頑張ろう!!」と「ゴーブルー・巽流水」としてエールを送った。
『アマゾンズ』の鷹山仁役は自身の役者人生の魂を根こそぎ燃え尽くしたといい、後に『セイバー』でバハト役のオファーをもらった際には葛藤がなかったと言えば嘘になるが、燃えカスであった心に、光が灯って熱くなったといい、再度心を燃やせる機会をもらったことに感謝し、真剣に自分の過去と勝負し、全身全霊で届けたいと思ったという。また、どんな役をやっても怒って叫んだり、笑うと「鷹山仁だ」と言われることが多く、『セイバー』のバハトや『ウルトラマンデッカー』のデッカー・アスミもやり辛かったというが、「デッカー・アスミは鷹山仁がこうだったからこうしないようにしよう」と考えるのは、役に対して誠実ではないと思い、真摯にデッカー・アスミと向き合うならば、主人公のアスミカナタを演じた松本大輝に相対して生まれた感情が正解だと思って演じたという。
『ゴーゴーファイブ』のころは、自分たちの出番は変身したら終わりで、変身後は自分ではないと思っていたが、実際はそうではなく、変身して戦っている姿こそが重要で、それをちゃんと理解して視聴者に届けないと、役者としても成長出来ないし作品にとってもマイナスだといい、その思いを『デッカー』で共演した松本大輝に伝えたかったといい、松本が自分なりに受け取って、もっと役者として上へ行きたいと思ったり、嫉妬してもらえたなら、出演してよかったという。
2022年10月15日・10月22日には『ウルトラマンデッカー』に出演してウルトラマンに変身。このことでケイン・コスギに続き、スーパー戦隊シリーズ、仮面ライダーシリーズ、ウルトラシリーズの3大特撮すべてで変身ヒーローの役を演じたこととなった。

## 出演

### テレビドラマ
- スーパー戦隊シリーズ（テレビ朝日）
  - 救急戦隊ゴーゴーファイブ（1999年2月21日 - 2000年2月6日） - 巽ナガレ / ゴーブルー 役
  - 爆竜戦隊アバレンジャー 第46話（2004年1月11日） - 出雲蘭 / ドラゴンドラン 役
- 愛のことば 第8話 - 第16話（2001年4月11日 - 23日、東海テレビ・フジテレビ系） - ヒロシ 役
- 世界ウルルン滞在記「中国花火編」（2001年10月21日、MBS・TBS系）
- 金曜エンタテイメント「父娘探偵・金造&ミチル ホストクラブ殺人事件」（2002年7月5日、フジテレビ）
- 月曜ミステリー劇場 横山秀夫サスペンス「囚人のジレンマ」（2004年9月13日、TBS） - 相沢直也 役
- いちばん暗いのは夜明け前 第10話「ティッシュ」（2005年9月5日、テレビ東京） - トモアキ 役
- 音女 第79話（2008年8月26日、テレビ朝日）
- Re:フォロワー（2019年10月6日 - 12月15日、ABCテレビ・テレビ朝日系） - 五島昭 役
- 仮面ライダーセイバー 第34章 - 第38章・最終章（2021年5月9日 - 6月6日・8月22日、テレビ朝日） - バハト / 仮面ライダーファルシオン 役[21]
- ウルトラマンデッカー 第14話・第15話（2022年10月15日・22日、テレビ東京） - デッカー・アスミ[注釈 2] 役
- あの界隈を恋愛ドラマにしたら…不覚にもキュンときた 第16回「全実話!双子合コン参戦記」（2022年11月19日、中京テレビ） - ユウサク 役
- REAL⇔FAKE Final Stage（2023年1月11日 - 2月1日、MBS・TBS） - 多田圭一 役[22]
- クールドジ男子 第11話（2023年6月24日、テレビ東京） - 一倉颯の父 役
- Solliev0（2024年4月1日 - 5月6日、テレビ神奈川） - 新田司 役[23]
- 大河ドラマ 光る君へ 第34回・第40回（2024年9月8日・10月20日、NHK） - 大江匡衡 役[24]
- gift（2025年10月1日〈予定〉 - 、TOKYO MX 他） - 佐久間裕典 役[25]

### テレビ番組
- 川（2002年4月10日 - 2004年3月15日、NHK教育） - メイン案内 役
- FILM FACTORY（テレビ東京）
  - 「ワンダフルタイム」（2006年9月18日・25日）
  - 「えいごリズム」（2010年3月24日）

### 映画
- 紀雄の部屋（2004年） - 正岡好男 役
- 東京伝説 蠢く街の狂気（2004年） - 小宮修 / 御厨 役
- レアル・ザ・ムービー（2006年） - 美容師 役
- 官能小説（2007年） - 宮沢 役
- 口裂け女2（2008年） - 鈴木正彦 役
- ひぐらしのなく頃に（2008年） - 富竹ジロウ 役
  - ひぐらしのなく頃に 誓（2009年） - 富竹ジロウ 役
- ケータイ小説家の愛（2009年） - HIDEKI 役
- 20世紀少年・最終章 ぼくらの旗（2009年） - 氷の女王（カンナ）一派副官 役
- ニコニコ連続殺人事件（2011年） - 榎本繁 役
- ニコニコ心霊殺人（2011年）
- ピンク・レディ 女はそれを我慢できないッ（2012年）
- アルカナ（2013年） - 田口 役
- どうしても触れたくない（2014年） - 外川陽介 役
  - 台湾上映・舞台挨拶（2016年）
- 仮面ライダーシリーズ
  - 仮面ライダー×スーパー戦隊 超スーパーヒーロー大戦（2017年） - 仮面ライダーアマゾンアルファ 役
  - 劇場版 仮面ライダーアマゾンズ Season1 覚醒（2018年） - 鷹山仁 役[26][注釈 3]
  - 劇場版 仮面ライダーアマゾンズ Season2 輪廻（2018年） - 鷹山仁 役[27][注釈 3]
  - 仮面ライダーアマゾンズ THE MOVIE 最後ノ審判（2018年） - 鷹山仁 役[28]
  - 劇場短編 仮面ライダーセイバー 不死鳥の剣士と破滅の本（2020年） - バハト / 仮面ライダーファルシオン 役[29]
- 文豪ストレイドッグス BEAST（2022年） - 織田作之助 役

### 配信ドラマ
- 恋する血液型 シーズン2 A型篇（2009年、NTT DoCoMo・au） - タケル 役
- 仮面ライダーアマゾンズ（Amazonプライム・ビデオ） - 鷹山仁 役
  - シーズン1（2016年4月1日 - 6月24日）
  - シーズン2 Episode6 - Last Episode（2017年5月12日 - 6月30日）[30][31]

### オリジナルビデオ
- スーパー戦隊シリーズ（東映）
  - 救急戦隊ゴーゴーファイブ 激突!新たなる超戦士（1999年） - 巽ナガレ / ゴーブルー 役
  - 救急戦隊ゴーゴーファイブ レスキューだましい五つのおしえ（1999年） - 巽ナガレ 役
  - 救急戦隊ゴーゴーファイブVSギンガマン（2000年） - 巽ナガレ / ゴーブルー 役
  - 未来戦隊タイムレンジャーVSゴーゴーファイブ（2001年） - 巽ナガレ / ゴーブルー 役
- ビデオムービー「愚連・GANG」1・2（2001年） - ナオ 役
- ナース白書（2006年） - 亀山潤一郎 役
- BOYS LOVE（2006年） - 碇康祐 役
- ドリフト5 デラックス版（2007年） - 斉藤利泰 役
- 龍の牙 -DRAGON FANG-（2007年） - 高橋徹 役
- 泣き顔にKISS（2008年、ケータイドラマ） - 泉勇介 役
- 麻雀創世記 打天使シリーズ（竹書房） - 水無月和也 役
  - 氷の女雀士 復讐の闘打（2008年）
  - 第二章 仁義なき血染めの闘打（2008年11月21日）
  - 第三章 対決!蛇の牌 最後の闘打（2009年1月23日）
- 赤い服の女（2010） - 花井幹生 役

### 舞台
- 演劇集団KUBEZ「ミラクル・コメディア砂世御前」（2000年）
- Office ENDLESSプロデュース「邯鄲の夢〜cruising on MINE〜」（2004年） - 雄太 役
- AND ENDLESS「西遊記〜百花繚乱〜」（2005年） - 九頭駙馬 役
  - DisGOONie/Office ENDLESS「西遊記〜千変万化〜」（2019年） - 金蝉 役
- R:MIX「魔界の都」（2005年） - ガウス＝ラインハルト 役
- Pures「終わらない僕たちの夜〜The spring time of life〜」（2006年） - 綾小路夏彦 役
- R:MIX 10 th ANNIVERSARY「魔王降臨」LIVE SIDE / EVIL SIDE（2006年） - ラディ・オルステッド 役
- Pures 2nd edition「バレンタイン☆キッス」（2007年）
- シャトナー研「感じわる大陸」（2007年）
- switch（2007年） - 露木慎吾 役
- bpm「ネバーランド★A GO! GO!」（2008年） - ピノキオ&清水誠 役
- AND ENDLESS本公演「新説・鬼娥島」（2008年） - 藤原道長 役
- 戦国BASARA（2009年） - 明智光秀 役
  - 戦国BASARA〜蒼紅共闘〜（2010年） - 明智光秀 役
  - 戦国BASARA3（2011年） - 天海 役
  - 戦国BASARA3-瀬戸内響嵐-（2012年） - 天海 役
  - 戦国BASARA3 宴（2013年） - 天海（明智光秀） 役
  - 戦国BASARA3 -咎狂わし絆-（2014年） - 天海 役
  - 戦国BASARA4（2014年） - 明智光秀 役
  - 戦国BASARA VS Devil May Cry（2015年） - 明智光秀 役
  - 戦国BASARA4 皇 本能寺の変（2016年） - 明智光秀 役
- bpm「ハイカラ」（2009年） - 堤康久 役
- AND ENDLESS spring edition2010「PANDORA’S BY ME」NEW WORLD／FANTASISTA（2010年） - プリンス・ヘイワード / シーザー 役
- SpaceShuttleShow「シブヤ×アキバーカノジョはボクの青い鳥 未来ver.」（2010年） - 刑事・武田 役
- 劇団DOGADOGA＋ 第八回本公演「偽作 不思議の国でアリんス」（2010年） - 医師・知渡玲（ジル・ドレ） 役
- BeWtih「TheButterflyEffect〜NeoLoneliness」Blue eternal Version（2010年） - ロデリック 役
- 劇団饒舌パタヤ！第2回公演「真・妖鬼大決闘！」〜これからの僕等の生きる道〜（2010年）
- SpaceShuttleShow 激動の時を越えて「BUTLER × BATTLER」〜聖夜の贈りもの〜（2010年） - 関口重義 役
- BeWith Produce vol.16 「ROMEO×JULIET」〜logend of painful heart（2011年） - ロレンス 役
- RAGTIME S&D session I「NEW WORLD/ESORA」（2011年） - プリンス・ヘイワード / ウォルト・バートン 役
- B×b「FRONT LINE」シリーズ - 日野健吾 役
  - mission1：CHILD PLAY（2011年）
  - mission2：The Shining（2011年）
  - mission3 : Alien（2012年）
  - the last mission : Final Destination（2013年）
- WBB「サムライ・ナイト・フィーバー」（2011年） - 堀部安兵衛 役
- bpm「池田屋チェックイン」（2011年） - 藤堂平助 役
- Office ENDLESS Produce vol.9「RE-INCARNATION」（2012年） - 張遼文遠 役
  - Office ENDLESS Produce「RE-INCARNATION」（2013年） - 張遼文遠 役
  - Office ENDLESS Produce「RE-INCARNATION-RE-BIRTH-」（2013年） - 張遼文遠 役
  - Office ENDLESS produce vol.15『RE-INCARNATION 〜RE-VIVAL〜』（2014年） - 張遼文遠 役
  - Office ENDLESS produce vol.17 舞台『四谷怪談』（2015年）
  - Office ENDLESS produce vol.20『RE-INCARNATION RE-SOLVE』（2015年 - 2016年） - 張遼文遠 役
  - Office ENDLESS produce 『RE-INCARNATION　RE-COLLECT』（2018年） - 張遼文遠 役
- VISUALIVE「ペルソナ4」（2012年） - 堂島遼太郎 役
  - VISUALIVE「ペルソナ4 the EVOLUTION」（2012年） - 堂島遼太郎 役
- ロッカールームに眠る僕の知らない戦争（2012年） - ジャノメ 役
- ライン（2012年） - ツバサ 役
- 人狼 ザ・ライブプレイングシアター X 吸血鬼 〜渇愛の宴〜（2013年） - 吸血鬼 役
  - 人狼 ザ・ライブプレイングシアター X 新撰組 〜壬生村の狼〜（2013年） - 土方歳三 役
  - 人狼 ザ・ライブプレイングシアター #07:1周年記念公演（2013年）
  - 人狼 ザ・ライブプレイングシアター #08:MISSION The Castle Job（2013年） - スパイク 役
  - 人狼 ザ・ライブプレイングシアター #09:VILLAGE V 冬霧に冴ゆる村（2014年） - 賞金稼ぎ スパイク 役
  - 人狼 ザ・ライブプレイングシアター #11:VILLAGE VI 春風の薫る村（2014年） - 賞金稼ぎ スパイク 役
  - 人狼 ザ・ライブプレイングシアター X 新撰組 〜壬生村の狼　至誠の巻〜（2014年） - 土方歳三 役
  - 人狼 ザ・ライブプレイングシアター #17:DEPTH 贖罪の海（2015年） - Doctor"B"スパイク 役
  - 人狼 ザ・ライブプレイングシアター #20:STEAM II 機巧人形と月の鉱石（2015年） - 氷の貴公子 スパイク 役
  - 人狼 ザ・ライブプレイングシアター X PSYCHO-PASS サイコパス 〜INNOCENT MURDERER〜（2015年） - 深影依墨 役
  - 人狼 ザ・ライブプレイングシアター X 新撰組外伝〜払暁の狼〜（2017年）
  - 人狼 ザ・ライブプレイングシアター X ドラゴンクエストX 勇者姫と薔薇の盟友（2018年）
- サムライ・ナイト・フィーバー再燃（2013年） - 堀部安兵衛 役
- 双牙〜ソウガ〜 再演（2014年）
- BROTHERS CONFLICT ―BROTHERS ON STAGE!―（2014年） - 朝日奈棗 役
  - BROTHERS CONFLICT ―BROTHERS ON STAGE! 2―（2015年） - 朝日奈棗 役
  - BROTHERS CONFLICT ―BROTHERS ON STAGE! 再演―（2015年） - 朝日奈棗 役
  - BROTHERS CONFLICT ―BROTHERS ON STAGE!3― THE FINALー（2016年） - 朝日奈棗 役（声の出演）
- ハイブリッド・アミューズメント・ショウbpm『ネバーランド☆A GO! GO!』（2014年）
- 七夕ジャンクション（2015年） - 山城長明 役
  - 七夕ジャンクション〜昭和篇〜探偵遊戯と優しいウソ（2016年） - 山城麻司 役
- 新釈・ロクモンセン 真田十勇士伝説（2015年） - 服部半蔵 役
- DisGOONie Presents Vol.1 「From Chester Copperpot」「The Tempest」（2015年） - マーロー 役
  - DisGOONie Presents Vol.1 「From Chester Copperpot」「NEW WORLD」（2015年） - ヘイワード 役
- DisGOONie Presents Vol.2 「ジーザス・クライスト・サムライスター」（2016年） - 海老音史郎 役
- bpm『アヴェ・マリターレ！』（2016年） - 末永守 役
- DisGOONie Presents Vol.3 「Sin of Sleeping Snow」（2016年） - 明智光秀 役
- WORLD 〜beyond the destiny〜（2016年） - 谷口洋介 役
- 和の会 朗読能シアター『土蜘』 ―宝生流能楽公演「体感する能」（2016年） - Aパターン:渡辺綱 / Bパターン：源頼光 役
  - 和の会 朗読能シアター『土蜘』 ―宝生流能楽公演「体感する能」（2016年） - 謎解き体感ナビ・ナビゲーター
- ホイッスル!BREAK THROUGH-壁をつき破れ-（2016年） - 松下左右十 役
- AND ENDLESS 20周年公演 eighty seasons and endless 「ENDorphin」（2016年） - 男1 役
- 幸福な職場（2017年） - 久我省一 役
- 真・三國無双（2017年） - 曹操役
  - 真・三國無双 官渡の戦い（2018年）[32]
  - 真・三國無双 赤壁の戦い（2019年）[33]
- 龍よ、狼と踊れ〜Dragon,Dance with Wolves〜（2017年） - 土方歳三 役
  - 龍よ、狼と踊れ〜Dragon,Dance with Wolves〜 〜草莽の死士〜（2018年） - 土方歳三 役
- Ye-夜-（2017年） - 刺（ツィー）役[34]
- ジョーカー・ゲーム（2017年） - 結城中佐 役
  - ジョーカー・ゲーム（2018年） - 結城中佐 役
- DisGOONie Presents Vol.4「From Three Sons of Mama Fratelli」（2017年）
- 少年社中・東映プロデュース「モマの火星探検記」（2017年）
- 北斗の拳―世紀末ザコ伝説―（2017年） - 日替わりゲスト
- マリアビートル（2018年） - 木村 役
- ポップンマッシュルームチキン野郎 魂の二本同時公演「首無し乙女は万事快調と笑う」&「漂流ラクダよ、また会おう」（2018年） - ハインツ・フーベルト 役
- 文豪ストレイドッグス 黒の時代（2018年） - 織田作之助 役
- 鉄コン筋クリート（2018年） - 蛇 役
- DisGOONie「PHANTOM WORDS」（2019年、ヒューリックホール東京）[35]
- 高橋悠也×東映 シアタープロジェクト TXT vol.1「SLANG」（2019年、よみうり大手町ホール） - レム / 筧流司 役[36]
- DisGOONie Presents Vol.6 舞台「PANDORA」（2019年、こくみん共済coopホール スペース・ゼロ）
- GORCH BROTHERS Reading THEATER vol.1 朗読劇「朝彦と夜彦 1987」（2019年、シダックスカルチャーホール A） - 山田朝彦 役（Wキャスト）[37]
- DisGOONie Presents Vol.7 舞台「PSY・S〜PRESENT SECRET YOUNG SHERLOCK〜」（2019年11月7日 - 25日、シアター1010 他）
- 巌窟王 Le theatre（2019年12月20日 - 28日、こくみん共済 coop ホール/スペース・ゼロ） - モンテ・クリスト伯爵 役[38]
- DECADANCE―太陽の子―（2020年1月24日 - 2月9日、EX THEATER ROPPONGI 他） - シオン 役
- 共骨（2020年3月7日 - 15日、彩の国さいたま芸術劇場 小ホール）
- オンライン朗読劇 vol.2「JUST KEEP GOING」（2020年6月17日、オンライン生配信）[39]
- 東映ムビ×ステ「死神遣いの事件帖 -鎮魂侠曲-」（2020年7月23日 - 8月15日、サンシャイン劇場 他） - 天元 役[40]
- DisGOONieS「饗宴「エイリアンハンドシンドローム」」（2020年9月2日 - 13日、DisGOONieS）
- DisGOONieS「饗宴「フューラー」」（2020年10月21日 - 11月1日、DisGOONieS）
- 苦闘のラブリーロバー（2020年12月9日 - 13日、赤坂RED/THEATER） - ごとう 役[41]
- DisGOONie Presents Vol.9 舞台「GHOST WRITER」（2021年1月22日 - 2月7日、COOL JAPAN PARK OSAKA WWホール 他） - マザラン 役
- ナイスコンプレックス N31「キスより素敵な手を繋ごう」（2021年2月20日 - 28日、あうるすぽっと） - 河崎健太郎 役[42]
- DisGOONieS「饗宴「夜鷹無限上昇」」（2021年6月19日 - 29日、DisGOONieS）
- 「夜能〜語り部たちの夜〜『杜若』」春クール 6月公演（2021年6月25日、宝生能楽堂） - 朗読[43]
- RUST RAIN FISH（2021年9月23日 - 10月17日、紀伊國屋サザンシアター TAKASHIMAYA 他） - 山本（仮） 役[44]
- DisGOONie Presents Vol.10 舞台『MOTHERLAND』（2021年12月3日 - 19日、明治座 他） - 韓信 役[45]
- 『BANANA FISH』The Stage -後編-（2022年1月20日 - 23日・25日 - 28日・30日、品川プリンスホテル ステラボール） - エドアルド・L・フォックス 役
- 薔薇王の葬列（2022年6月10日 - 19日、日本青年館ホール） - ヨーク公爵リチャード 役[46]
- 正義ノ噓人（2022年7月） - 防人ゲンジ 役[47]
- イケメン戦国THE STAGE 〜連合軍VS“戦乱の亡者”雑賀孫一編〜（2022年8月） - 雑賀孫一 役[48][49]
- 舞台「オブリビオの翼」（2022年9月）[50]
- 「魔入りました！入間くん」THE STAGE（2023年5月24日 - 28日、東京ドームシティ シアターGロッソ） - ナベリウス・カルエゴ 役[51]
  - 「魔入りました！入間くん」THE STAGE 再演（2024年8月30日 - 9月8日、東京ドームシティ シアターGロッソ）[52]
- 『チェンソーマン』ザ・ステージ（2023年9月16日 - 10月1日、天王洲 銀河劇場 / 10月6日 - 9日、京都劇場） - 岸辺 役[53]
- ハンサム落語2023（2023年10月13日 - 15日、シアター朝日）[54]
- 舞台『鋼の錬金術師』-それぞれの戦場-（2024年6月8日 - 16日、日本青年館ホール / 6月29日 - 30日、SkyシアターMBS） - キング・ブラッドレイ 役[55]
- 舞台『Solliev0』（2024年8月2日 - 12日、 品川プリンスホテル クラブeX） - 新田司 役[56]
- 生演奏朗読劇『桜桃探偵舎』（2025年5月5日、日経ホール）[57]
- Zu々プロデュース10周年記念公演 第2弾『ダイアナ〜それぞれのダイアナ〜』（2025年9月3日 - 15日〈予定〉、横浜赤レンガ倉庫 1号館 3Fホール）[58]
- 舞台『ジョーカー・ゲームIII』（2025年11月21日 - 30日〈予定〉、天王洲 銀河劇場） - 結城中佐 役[59][60]

### ゲーム
- オール仮面ライダー ライダーレボリューション（2016年、ニンテンドー3DS） - 仮面ライダーアマゾンアルファ 役
- 仮面ライダーバトル ガンバライジング（2017年3月23日、アーケード） - 仮面ライダーアマゾンアルファ、仮面ライダーファルシオン 役
- 仮面ライダーバトル ガンバレジェンズ（2023年、アーケード） - 仮面ライダーアマゾンアルファ、仮面ライダーファルシオン 役

### CM
- コカコーラ・ボトラーズ「'99秋 さぁ お祭りだ」編
- 花王 リーゼ・ミントシャワー「夏の朝」編
- 薩摩酒造 花しらなみ「話す冷蔵庫」編 - メイン出演（九州地区）
- サークルK デザート マロンDEプリン・プリンアラモード「甘い誘惑」編
- 丸美屋 茶わんで食べよ「3分で行く」編
- 花王 ビオレさらさらパウダーシート「最後の1枚」編
- マツモトキヨシ「ハズレ男」編
- 東京ディズニーシー「呼ぶ者たち」編
- ヤマト運輸 宅急便メール通知サービス「デート」編
- 任天堂 ゲームボーイアドバンス/ファイアーエムブレム 封印の剣「ファイアーエムブレムのテーマCMの曲」編
- 日本放送協会 ケーブルテレビキャンペーン「釣り堀」編
- J-PHONE 写メールワールド「連続写メール」編
- アサヒビール 本生アクアブルー「アクアファンの出会い」編
- 任天堂 ファミコンミニ「ビジネス」編 メイン出演
- 山形県 知事選挙「あなたとあなたが愛する人のために」編
- コカコーラ・ボトラーズ「'05 クリスマス」編
- マックスファクター「ラッシュ ダイナミスト」編（2007年）
- イオン「スーツ」駅のホームで言い合う男女編（2009年）
- レック「水の激落ちくんスプレー」編（2012年）

### 玩具
- COMPLETE SELECTION MODIFICATION アマゾンズドライバー（2019年12月） - 鷹山仁 役
- COMPLETE SELECTION MODIFICATION アマゾンズドライバーver.アルファ（2020年12月） - 鷹山仁 役
- 仮面ライダーセイバー 変身ベルト DX無銘剣虚無&覇剣ブレードライバー（2021年3月） - バハト 役
- ウルトラマンデッカー ウルトラディーフラッシャー -MEMORIAL EDITION-（2023年7月） - デッカー・アスミ 役
- 仮面ライダーセイバー DX究極大聖剣 無銘剣虚無（2024年9月） - バハト 役

### その他
- Tokyo Life Vol.1「ラバーズルーム」マモル役（web）
- 清水銀行イメージキャラクター・清水銀次郎（2001年 - 2006年）
- ケミストリー「So In Vain」（2004年、PV）
- 厚生労働省 労働保険適用促進キャンペーン'04秋（2004年、広告スチル）
- テレビ埼玉「関口さんII」万田さんTVショッピング・ショッピングアドバイザー（2006年、web）
- NTTドコモ モバイルライフストーリー「演奏会」編（2006年、web）
- DREAMS COME TRUE「今日だけは」（2006年、PV）
- JT “D-spec”（2007年、広告スチル、PREMIUM MOVIE）
- アクティブじゃらん11月号・じゃらリーマン（2007年、雑誌）
- Project Unlimited 制作作品 フォトオーディオドラマ「探偵 立花真吾」 - 藤本 役
- 大日本住友製薬 医療サイト（web） - インターン 役
- 谷口賢志 プライベートDVD『37』
- 谷口賢志 ファンミーティング TDNS vol.1『37』（2014年）
- 谷口賢志ファンミーティング TDNS Vol.2『37.5』（2015年）
- 乃木坂46「今、話したい誰かがいる」（特典映像：生田絵梨花編）「赤い傘のひと」（2015年）
- 谷口賢志ファンミーティング TDNS Vol.3『38』（2015年）
- 谷口賢志&北村諒「聖・忘年会2015 〜自由にやらせていただきます!〜」（2015年）
- 谷口賢志ファンミーティング『毒宴会ーDOKUENKAI－』（2016年 - 2019年）
- 仮面ライダーアマゾンズ スペシャルイベント（2016年）
- 谷口賢志&北村諒「新・宴会2017〜自由にやらせていただきます!vol.2〜」（2017年）